# Puddingfejű Wilson
A Puddingfejű Wilson (Pudd'nhead Wilson), Mark Twain 1894-ben megjelent regénye.

## Történet
Nincs az a jellem, amely tönkre ne menne, ha a gúny céltáblája lesz – bármennyire nagyszerű és fennkölt is az a jellem, bármennyire hitvány és ostoba is az a gúny.
Percy Driscoll bírónak, aki a Mississippi mellett található egyik kisvárosban él, a felesége fiút szül. Ugyanezen a napon egy Roxana nevű rabszolgalány is fiút szül. Mrs. Percy Driscoll sajnos egy hét múlva meghal. Mindkét csecsemőnek Roxana lesz a dadája. Roxana éles eszűen kihasználja a helyzetet: titokban elcseréli a csecsemőket. A saját babáját adja át Driscollnak, míg a másikat hamiskártyásnak neveli.
Rövidesen egy különc alak érkezik a városba, akit bolondos szokásai és zavaros elméletei miatt a nép csak Puddingfejűnek nevez. „Semmi sem szorul olyan alapos javításra, mint a többi ember viselkedése” – jegyzi fel példának okáért. Miután mindenféle váratlan csapás (halálesetek, tűzvész, párbaj, rablás, gyilkosság...) kezdi ki a város jó hírnevét, az erősebb idegzetű polgárok egy önjelölt detektív megbízásával nyomozásba kezdenek.
Aztán egy tárgyalótermi jelenetben az egész rejtély megoldódik. A városka összes rejtélyére, így az elcserélt csecsemők történetére is fény derül.  Bár az igazi Tom Driscoll jogait visszakapja, élete rosszabbra fordul. Mivel rabszolgaként nevelték fel, rendkívül kényelmetlenül érzi magát a fehér társadalomban. Ugyanakkor fehér emberként lényegében ki van rekesztve a feketék társaságából is.
Végül Tom apja vagyonának hitelezői sikeresen kérik a kormányzót, hogy helyezze hatályon kívül Tom, (illetve Chambers) börtönbüntetését. Kimutatják, hogy rabszolgaanyától született, tehát rabszolgának minősül, és jogilag a birtok vagyontárgyai közé tartozik.

## Film

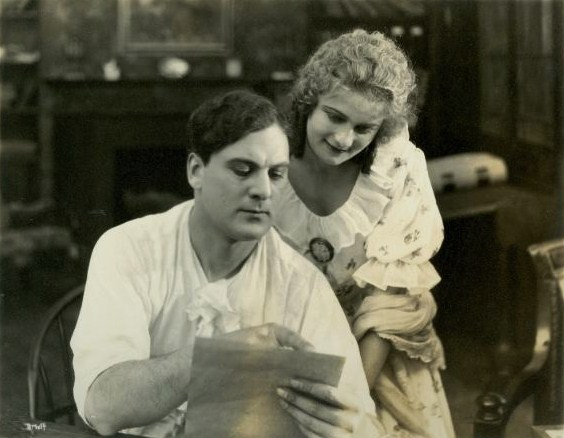
Thomas Meighan és Florence Dagmar

- 1916: amerikai némafilm
- 1984: tévéfilm